# Акташ-Кордон
Акташ-Кордон — упразднённое село в Хасавюртовском районе Дагестана, Россия. На момент упразднения входило в состав Карланюртовского сельсовета. Упразднено в 1970-е годы.

## География
Располагалось на левом берегу реки Акташ, в месте пересечения её федеральной трассой «Кавказ».

## История
Посёлок Акташский лагерный участок основан в 1897 году, на собственных землях (куплено 506 десятин) переселенцами малороссами из Курской, Орловской, Киевской, Полтавской и Херсонской губерний. По данным на 1907 г. посёлок состоял из 23 хозяйств. Основное занятие населения — хлебопашество. В поселке имелось 32 лошади и 83 головы крупного рогатого скота. По данным «Списка населённых мест Терской области в 1914 г.», населённый пункт значился как посёлок Ивановский в составе Андреевского сельского общества 1-го участка Хасавюртовского округа Терской области. Состоял из 29 дворов, во владении хутора находилось 506 десятин земли, в том числе 220 — удобной. На хуторе имелось одноклассное училище. По всей видимости посёлок был покинут в годы гражданской войны. В 1924 году в опустевший посёлок в плановом порядке было переселено 10 семей из Андийского округа. По данным на 1926 год хутор Акташинский состоял из 11 хозяйств, в административном отношении входил в состав Хасав-Юртовского сельсовета Хасавюртовского района. В 1929—1930 г. на хутор было переселено ещё 13 хозяйств из Ботлихского района. В те же годы организована сельскохозяйственная артель «Красный Переселенец», позже преобразованная в колхоз «Акташ». С 1970 году на базе колхозов «Акташ» и «Прогресс» (быв. имени Буденного) был организован совхоз «Карланюртовский».

## Население
| год       | 1907 | 1914 | 1926 | 1939 | 1970 |
| --------- | ---- | ---- | ---- | ---- | ---- |
| население | 140  | 190  | 41   | 172  | 41   |

Национальный состав
До революции 1917 года и гражданской войны основным населением поселка были украинцы. После повторного «заселения» — аварцы.